# Kostas Axelos
Kostas Axelos (Grieks: Κώστας Αξελός) (Athene, 26 juni 1924 - Parijs, 4 februari 2010) was een Grieks-Frans filosoof.
Axelos emigreerde in 1945 naar Parijs en promoveerde in 1959 op de filosofie van Heraclitus. Axelos werd professor aan de Sorbonne. In zijn opvattingen zijn invloeden van Plato, Hegel, Nietzsche, Rimbaud, Hölderlin, Mallarmé, Marx en Heidegger terug te vinden. Hij was lid van de redactie van het tijdschrift Arguments, dat onder meer Edgar Morin en Jean Duvignaud als medewerkers had. Bij Éditions de Minuit was hij uitgever van de gelijknamige reeks Arguments, waarin Franse vertalingen verschenen van belangrijke denkers als Eugen Fink en Herbert Marcuse.

## Belangrijkste werken
- Marx, penseur de la technique, Parijs, UGE/Les Éditions de Minuit, 1961.
- Héraclite et la philosophie, 1962.
- Arguments d'une recherche, Parijs, Les Éditions de Minuit, 1963.
- Vers la pensée planétaire, Parijs, Les Éditions de Minuit, 1964.
- Le Jeu du monde, Parijs, Les Éditions de Minuit, 1969.
- Pour une éthique problématique, Parijs, Les Éditions de Minuit, 1972.
- Entretiens, Parijs, Scholies/Fata Morgana, 1973.
- Horizons du monde, Parijs, Les Éditions de Minuit, 1974.
- Contribution à la logique, Parijs, Les Éditions de Minuit, 1977.
- Problèmes de l'enjeu, Parijs, Les Éditions de Minuit, 1979.
- Systématique ouverte, Parijs, Les Éditions de Minuit, 1984.
- Métamorphoses, 1991.
- L'errance érotique, 1992.
- Lettres à un jeune penseur, Parijs, Les Éditions de Minuit, 1996.
- Notices autobiographiques, 1997.
- Ce questionnement, Parijs, Les Éditions de Minuit, 2001
- Réponses énigmatiques, Parijs, Les Éditions de Minuit, 2005.
- Ce qui advient. Fragments d'une approche, Parijs, Les Belles Lettres, coll. "Encre marine", 2009.

### Vertalingen
- Qu’est-ce que la philosophie ? (van Martin Heidegger), met Jean Beaufret uit het Duits vertaald, Gallimard, 1957.
- Histoire et conscience de classe (van Georg Lukàcs) (voorwoord), Minuit, 1960.
- Questions (van Martin Heidegger), uit het Duits vertaald, Gallimard, 4 vol., 1968-1976 en « Tel » n°156 en n°172, 2 vol., 1990.

- Bibliothèque nationale de France: cb11889692n (data)
- Gemeinsame Normdatei: 119287617
- International Standard Name Identifier: 0000 0001 1479 7645
- Library of Congress Control Number: n50030667
- Nationale Bibliotheek van Tsjechië: ola2002150473
- Nationale Bibliotheek van Israël: 987007279610705171
- Nederlandse Thesaurus van Auteursnamen: 068897162
- Istituto Centrale per il Catalogo Unico: CFIV035898
- Système universitaire de documentation: 026698285
- Virtual International Authority File: 108466921
- WorldCat: E39PBJxhp3TjcFBttbVyjrJkXd